# لغة مصرية مبكرة

المصرية المبكرة هي مرحلة من مراحل تطور اللغة المصرية التي كانت متحدثة خلال عصر الأسر المصرية المبكرة. استمرت اللغة حتى حوالي العام 2600 قبل الميلاد حيث تطورت إلى ما يعرف باللغة المصرية القديمة. ترجع أولى الكتابات المكتشفة للمصرية المبكرة إلى حوالي 3400 قبل الميلاد حيث تعتبر من الأمثلة المبكرة للكتابة الهيروغليفية.